# Wolkenscheibeneffekt

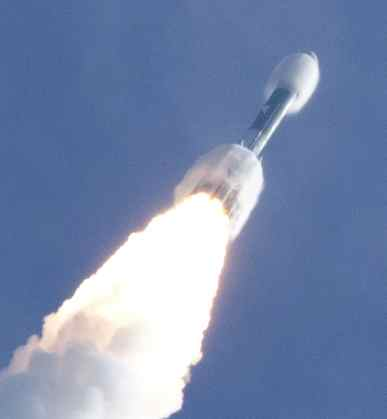
Wolkenscheibeneffekt (weißer „Zylinder“ um die Raketenspitze sowie um die Booster) an einer Delta II Heavy beim Aufstieg nach dem Überschreiten der Schallgeschwindigkeit

Der Wolkenscheibeneffekt (auch Prandtl-Glauert-Kondensationswolke genannt, nach Ludwig Prandtl und Hermann Glauert) ist das Auftreten einer Wolke aus Wassernebel mit der charakteristischen Form eines flachen Kegels um Flugkörper, die sich mit Überschallgeschwindigkeit bewegen. Auch bei hoher Unterschallgeschwindigkeit kann es zu ähnlichen Phänomenen kommen, wenn lokale Strömungen am Flugkörper Schallgeschwindigkeit erreichen.
Bei Explosionen kommt ein ähnlicher Effekt auch vor, die Erscheinung wird dann als Wilson-Wolke bezeichnet.

## Entstehungsmechanismus
Die Wolkenscheibe besteht aus Wassertröpfchen; das Phänomen folgt der Front der Stoßwelle. Die Stoßwelle ist eine abrupte Druckänderung, die eine vorübergehende Abkühlung (adiabatische Zustandsänderung) der Luft vor sich bewirkt und eine sofortige Kondensation der Luftfeuchtigkeit verursacht: In dem Bereich entstehen winzige Wassertröpfchen und bilden eine große Wolke, die die kuppelartige Stoßwelle umgibt. Durch das weite Unterschreiten der Temperatur des Taupunkts der vorhandenen Luftfeuchtigkeit kondensiert der Wasserdampf als Nebel. Nach dem Durchgang von Stoßwelle und Unterdruckzone stellt sich wieder etwa normal hoher Druck und damit Temperatur ein, wodurch die besonders feinen Nebeltröpfchen fast augenblicklich wieder verdunsten, sich also der Nebel wieder auflöst.
Bei Flugkörpern scheint die Wolkenscheibe den Flugkörper zu begleiten. Tatsächlich gilt das für die räumliche Nebelzone, jedoch sind die beteiligten Luftmassen und Nebeltröpfchen fortlaufend neue.

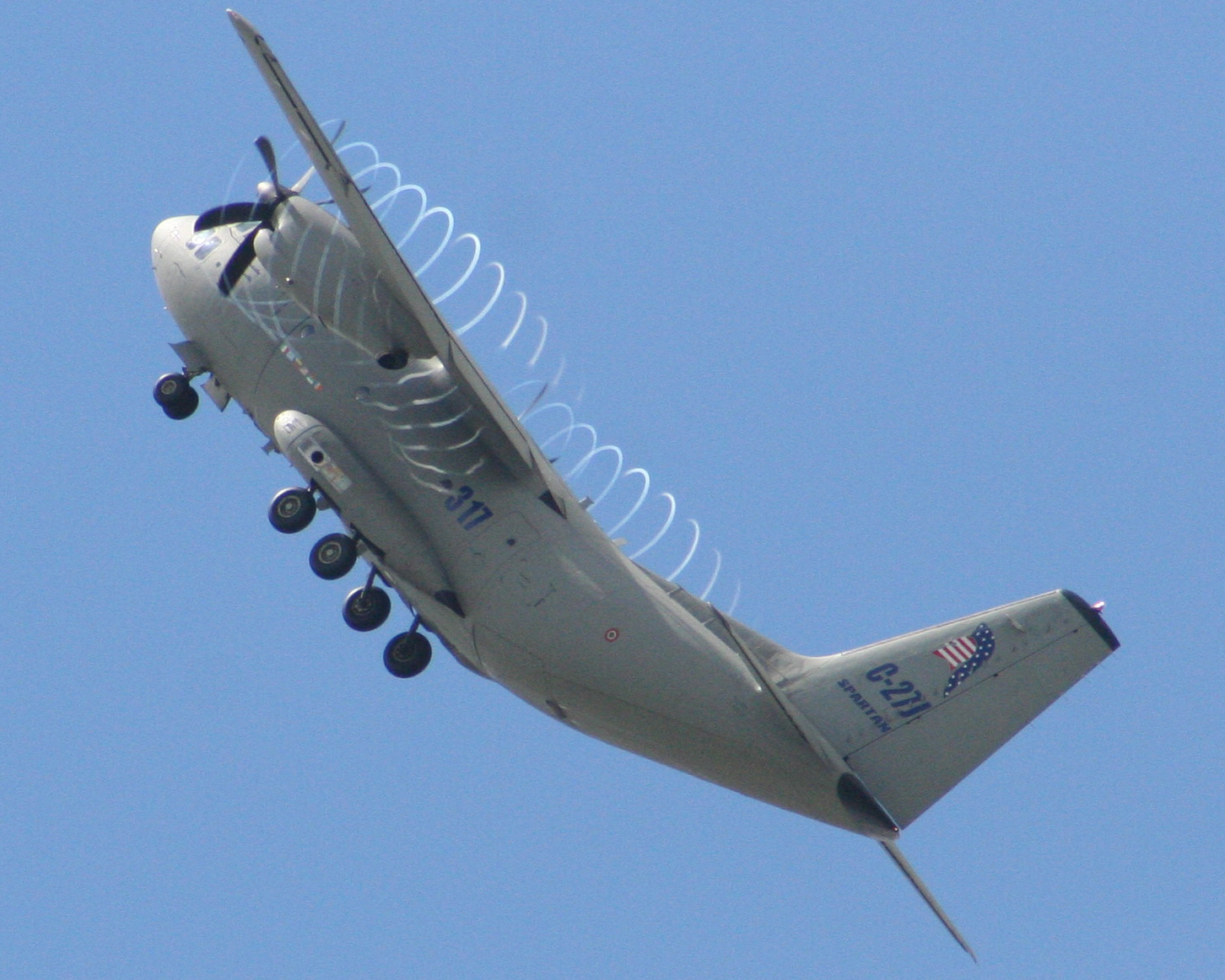
Kondensationseffekt an den Propellerspitzen einer C-27J „Spartan“

Ähnliche Erscheinungen sind gelegentlich auch an den Rotorspitzen eines Hubschraubers oder an den Propellerspitzen eines Flugzeugs zu erkennen.